# روبرت هاوورث
روبرت هاوورث (بالإنجليزية: Robert Haworth)‏ (1879 في المملكة المتحدة - 26 نوفمبر 1961) هو لاعب كرة قدم بريطاني (وحمل سابقاً جنسية المملكة المتحدة لبريطانيا العظمى وأيرلندا) في مركز الدفاع. لعب مع بلاكبيرن روفرز ونادي برينتفورد ونادي فولهام وDarwen F.C. (1870) ‏ ونادي تشورلي.